# Kolumbusz Kristóf (anime)
A Kolumbusz Kristóf (冒険者 THE MAN WAS FROM SPAIN; Bókensa – The Man was from Spain; Hepburn: Bōkensha – The Man was from Spain) vagy Christopher Columbus (クリストファー・コロンブス; Kuriszutofá Koronbuszu; Hepburn: Kurisutofā Koronbusu) japán–olasz–spanyol koprodukciós animesorozat, amely a japán Nippon Animation, a svájci Abdabra Cinematographique, az olasz Doro TV Merchandising és a spanyol V Centenario közreműködésével készült Amerika Kolumbusz Kristóf általi felfedezésének 500. évfordulójára.
A sorozatot először Európában vetítette több ország 1992 vége és 1993 eleje között, majd Japánban pontosan tíz évvel az olasz vetítés után mutatták be 2002. november 28. és 2003. március 30. között. Magyarországon a Duna TV vetítette 2011. március 20. és 2011. szeptember 3. között.

## Cselekmény
A sorozat Kolumbusz Kristóf életét mutatja be gyermekkorától és első tengeri útjától kezdve az Újvilág felfedezéséhez vezető expedíciójáig, a cselekményt főként a felfedezőútja támogatóinak megtalálására fókuszálva.

## Szereplők
- Kolumbusz Kristóf (Cristoforo Columbus): genovai takács idősebb fia, akiből híres felfedező válik — szinkronhangja: Morikava Tosijuki (japán, fiatal), Simada Bin (japán, felnőtt), Glósz András (magyar, gyerek), Kis Horváth Zoltán (magyar, felnőtt)
- Bartolomeo Columbus: Kolumbusz Kristóf öccse — szinkronhangja: Urava Megumi (japán, fiatal), Morikava Tosijuki (japán, felnőtt), Straub Norbert (magyar, gyerek), Gacsal Ádám (magyar, felnőtt)
- Felipa: nemesi származású portugál asszony, Kolumbusz Kristóf első felesége — szinkronhangja: Macui Naoko (japán), Vadász Bea (magyar)
- Beatrice: Kolumbusz Kristóf második kedvese — szinkronhangja: Mizutani Júko (japán), ? (magyar)
- Giovanni: első tiszt, a legjobb tengerész Genovában, Cristoforo gyerekkori barátja — szinkronhangja: Iizuka Sózó (japán), Koncz István (magyar)
- Martin atya: tiszteletes a Tengerészeti Akadémián, Kolumbusz pártolója — szinkronhangja: ? (japán), Végh Ferenc (magyar)
- Olaf: viking felmenőkkel rendelkező remete, aki viking legendákat oszt meg Kolumbusszal az ismeretlen kontinensről és kihajózik vele Izland partjainál bizonyítékot keresni — szinkronhangja: ? (japán), Faragó András (magyar)
- János király: Portugália hercege, majd királya, aki végül nem támogatja Kolumbusz expedícióját — szinkronhangja: ? (japán), ? (magyar)
- Perez atya: szerzetes La Guardia ferences rendi kolostorában, Kolumbusz segítője — szinkronhangja: ? (japán), ? (magyar)
- Marchena atya: szerzetes La Guardia ferences rendi kolostorában, Kolumbusz segítője — szinkronhangja: Muramacu Jaszuo (japán), Várday Zoltán (magyar)
- Pedro Vasquez: agg palosi hajóskapitány, Kolumbusz segítője — szinkronhangja: ? (japán), ? (magyar)
- Ferdinánd király: Aragónia királya — szinkronhangja: Szugavara Maszasi (japán), ? (magyar)
- Izabella királynő: Aragónia királynője — szinkronhangja: ? (japán), ? (magyar)
- Diego Arana: Beatrice testvére, Kolumbusz Kristóf hű barátja — szinkronhangja: ? (japán), Seszták Szabolcs (magyar)
- Martín Alonso Pinzón: spanyol navigátor és felfedező, az idősebb Pinzón fivér, Kolumbusz Pinta nevű hajójának kapitánya — szinkronhangja: ? (japán), Sörös Sándor (magyar)
- Vicente Yáñez Pinzón: spanyol navigátor és felfedező, a fiatalabb Pinzón fivér, Kolumbusz Niña nevű hajójának kapitánya — szinkronhangja: ? (japán), ? (magyar)

További magyar hangok
Albert Gábor, Albert Péter, Barát Attila, Barbinek Péter, Bardóczy Attila, Bácskai János, Bárd Noémi, Bodrogi Attila, Bognár Zsolt, Borbély Sándor, Botár Endre, Csuha Lajos, Dene Tamás, Farkas Tamás, Fehér Péter, Frumen Gergő, Galbenisz Tomasz, Gruber Hugó, Gulás Fanni, Gyürki István, Haagen Imre, Imre István, Incze József, Izsóf Vilmos, Janik László, Juhász Zoltán, Kapácsy Miklós, Katona Zoltán, Kiss Anikó, Laskai György, Láng Balázs, Mesterházy Gyula, Mikula Sándor, Minárovits Péter, Molnár Miklós, Móni Ottó, Németh Attila István, Németh Gábor, Orosz Gergely, Pálfai Péter, Pálmai Szabolcs, Petridisz Hrisztosz, Pipó László, Potocsny Andor, Presits Tamás, Schramek Géza, Sipos Eszter Anna, Sörös Miklós, Szinovál Gyula, Szokolay Ottó, Szűcs Sándor, Tamási Nikolett, Tassonyi Balázs, Tóth Szilvia, Turi Bálint, Varga Tamás, Várkonyi András, Vári Attila, Versényi László, Wessely-Simonyi Réka, Zsuzsa Mihály

## Epizódok
| # | Epizód címe | Első olasz sugárzás | Első magyar sugárzás |
| --- | --- | ------------------- | -------------------- |
| 1 | A tengerész megszületik Funade (船出) | 1992. november 28.  | 2011. március 20.    |
| Cristoforo Columbus, azaz Kolumbusz Kristóf genovai takácscsalád idősebb fiúgyermeke. Bár apja azt szeretné, ha Genova legjobb takácsává válna, Cristoforót nem érdeklik a szövetek és a rokkák, sokkal inkább a tenger. Minden álma, hogy ismeretlen vizeken hajózzon. Mikor apját megtámadják és neki kell átvennie egy időre a munkát, az apa enged fia elszántságának és engedélyezi, hogy felszálljon arra a hajóra, melyen barátja, Giovanni első tisztként szolgál. | |                     |                      |
| 2 | Az ifjú Kolumbusz első útja Hadzsimete no kókai (初めての航海; Hepburn: Hajimete no kōkai)                                                | 1992. december 5.   | 2011. március 27.    |
| Khiosz szigete az úti cél. Miután átkelnek a Messinai-szoroson, csaknem lázadás tör ki a hajón a kapitány zsarnoksága és hitszegése miatt. Ám a dupla fizetés reményében mégis folytatják útjukat, a legénység erőltetett menetben dolgozik, cserébe a kapitány két napi pihenőt ígér Khioszon. Khioszban azonban egy arab fűszerkerekedőtől visszautasíthatatlan ajánlatot kap, s azonnal meg kell kezdeni az utat vissza Genovába, mert ha időben leszállítják a rakományt, kétszer annyit ér. A legénység először ismét nemtetszését fejezi ki, de a beígért jutalom csábító. Giovanninak rossz előérzete van, a derült idő ellenére szörnyű vihar készül lecsapni.                                                                                                  | |                     |                      |
| 3 | Giovanni élete kockáztatásával menti meg a hajót Giovanni no Knife (ジョヴァンニのナイフ; Dzsobanni no Naifu; Hepburn: Jobanni no Naifu)  | 1992. december 12.  | 2011. április 3.     |
| Hajó túlterheltsége ellenére folytatják útjukat vissza Genovába. Giovanni ellenszegül a kétszínű, pénzéhes kapitánynak, aki ezért fellázítja ellene a legénységet, megkötözteti és leváltja. Egyedül Cristoforo áll mellé, akit egy ideig szintén fogva tartanak. Giovanni a rabság alatt is oktatja a fiút. Azonban ahogy előre látta, lesújt a vihar a hajójukra és zátonyra fut. Giovanni önfeláldozással menti meg a legénységet. Cristoforo megesküszik barátja emlékére, hogy jó tengerész válik belőle. | |                     |                      |
| 4 | A hullámok hátán Taiszeijó e (大西洋へ; Hepburn: Taiseiyō e)                                                                              | 1992. december 19.  | 2011. április 10.    |
| Tíz év telt el a tragédia óta, Cristoforo immár tapasztalt hajóinas, bejárta a Földközi-tengert, s új vizek, az Atlanti-óceán felé néz. Egy kapitány szolgálatába veszi, s látva magabiztosságát, rögtön első tisztnek nevezi ki Cristoforót. A hajókaravánnal a Gibraltári-szoroson készülnek átkelni, amikor kalózok támadják meg és teljesen elpusztul. | |                     |                      |
| 5 | A nagy elhatározás Lisbon e (リスボンへ; Riszubon e; Hepburn: Risubon e)                                                                  | 1992. december 26.  | 2011. április 17.    |
| Cristoforo túléli a kalózok támadását, egy kis tengerparti portugál városban Theodore atya ápolja sebeit. Találkozik egy másik hajótöröttel, Robertóval, s együtt indulnak vissza Genovába. Ehhez egy egynapi járóföldre lévő kikötővárosba kell menniük. Útközben Cristoforo egy öregemberrel, Alfonso Richie-vel találkozik, aki egykoron Tengerész Henrik kapitányaként szolgált. A tőle halott történetek beindítják a fantáziáját és Cristoforo úgy dönt, hogy Lisszabonba megy tanulni. | |                     |                      |
| 6 | Kolumbusz Marco Polo és Toscanelli nyomában Csisiki no hikari (知識の光; Hepburn: Chishiki no hikari)                                     | 1993. január 9.     | 2011. április 24.    |
| Lisszabonban, a Tengerészeti Akadémián jórészt csak nemesi származásúak tanulhatnak, külföldiek pedig egyáltalán nem, ezért Cristoforo tanácstalanná válik, amikor a kapuban megállítják. Egy helyi genovaitól kapitányi ajánlatot kap, egy hónapnyi gondolkodási idővel, közben öccsével, Bartolomeóval is összefut, aki térképrajzolással foglalatoskodik a városban. Cristoforo besegít a munkájába, térképeik a Tengerészeti Akadémia figyelmét is felkeltik, s egy megbízást is kapnak tőlük. A térkép elnyeri tetszésüket és Martin atyának köszönhetően Cristoforo felvételt nyer az akadémiára. | |                     |                      |
| 7 | Kolumbusz első felfedező útja Deai (出逢い)                                                                                               | 1993. január 23.    | 2011. május 1.       |
| A Tengerészeti Akadémián Kolumbusz nem részesül meleg fogadtatásban származása és közemberi rangja miatt. Mikor jelentkezik egy Afrika partjaihoz induló expedícióra, megalázzák és elutasítják. A sértett fiú elhagyja az iskolát. A templomban ima közben megismerkedik egy nemes asszonnyal, Felipával, aki hamar felkelti az érdeklődését, de túl nagy köztük a társadalmi különbség és már Don Pedro Dulmo, az akadémia egyik diákjának jegyese. Felipa javaslatára kitanulmányozza Marco Polo könyveit, amelyet korábban nevetségesnek tartott. Kolumbusz elfogadja az ajánlatot és első tisztként hajóra száll, s észak felé hajózik. | |                     |                      |
| 8 | Kolumbusz találkozása Felipával Csi no hate no nazo (地の果てのナゾ; Hepburn: Chi no hate no nazo)                                        | 1993. január 30.    | 2011. május 8.       |
| Mire Bristolban kiköt a hajó, tengerésztársai már meggyőződtek Kolumbusz rátermettségéről és szakmai tudásáról. A kapitány érdekes dolgokat mesél a vikingekről, az óceán távoli szigeteiről és az ott élő bennszülöttekről. Indulnak tovább a végcél, Izland felé. Izlandon Kolumbusz találkozik Olaffal, egy öreg, viking felmenőkkel rendelkező halásszal, aki viking legendákat mesél Villand földjéről és elmondja, hogy a tengeren egyszer egy madártollas fejdíszt látott lebegni. Ezen felbuzdulva Kolumbusz kihajózik Olaffal és még két helybélivel oda, ahol látta fejdíszt. A ködben megpillantanak valamit úszni a vízen. | |                     |                      |
| 9 | Esküvő Fukuramu jume (膨らむ夢; Hepburn: Fukuramu yume)                                                                                   | 1993. február 6.    | 2011. május 15.      |
| A vízen sodródó dolgot megközelítve kiderül, hogy egy csónak, amelyben egy tollas fejdíszű holttest fekszik. Kolumbusz nem tudhatja, hogy egy indián, de azt megállapítja, hogy egy főnök volt, akit teljes harci díszben eresztettek utolsó útjára a temetési szertartás után, testét pedig a hideg észak jól megőrizte. A törzsfőnökön ugyanolyan tolldísz található, amelyet korábban Olaf is látni vélt. Kolumbusznak ez elég bizonyíték Villand létezésére. Izlandon egy válaszlevelet kap Felipától, melyben leírja, hogy Don Pedro már nem a vőlegénye. Kolumbusz visszatérve Lisszabonba azonnal felkeresné, de a családja nem kívánja Felipát egy közemberhez adni. Martin atya közbenjárása azonban találkozhatnak és Kolumbusz megkéri a kezét.              | |                     |                      |
| 10 | Kolumbusz elhatározza, hogy nyugat felé hajózik Genova he no omoi (ジェノヴァへの想い; Dzsenovua he no omoi; Hepburn: Jenovua he no omoi) | 1993. február 13.   | 2011. május 22.      |
| A tengeri kereskedelmi útvonalak megszerzéséért évek óta háborúban áll egymással Spanyolország és Portugália, ezért a király békét szeretne kötni, János herceg pedig új kereskedelmi utak felfedezésének szükségességét hangsúlyozza. Kolumbusz hajóskapitányok között keres pártolót nyugati utazásához, de teljes elutasítottságban részesül. Felkelti az érdeklődését azonban Luis de Torres zsidó kereskedő ötletét, akivel Genovába mennek az ottani hittárs kereskedőket meggyőzni a nyugati expedíció fontosságáról és támogatást szerezni tőlük. Torres azt szeretné, hogy az inkvizíció üldözöttei, így a zsidók is elmenekülhessenek. A kereskedők azonban egyhangúlag elutasítják a támogatást, Kolumbusz ezért visszautazik Lisszabonba.                   | |                     |                      |
| 11 | Az első csalódás Porto Santo e (ポルトサントへ; Porutoszanto e; Hepburn: Porutosanto e)                                                   | 1993. február 20.   | 2011. július 3.      |
| Kolumbusz és Felipa összeházasodnak. Mivel Don Bartolomeo, Felipa bátyja immár a sógora, Kolumbusz arra kéri, járjon közbe, hogy a király előtt is előadhassa elképzeléseit a nyugati irányú ázsiai kereskedelmi utakról. Kiderül, hogy Martin atyát és több más tudóst is foglalkoztat a kérdés. Paolo dal Pozzo Toscanelli szigorúan titkos térképét is megmutatja Kolumbusznak. Mivel Alfonz király öreg és beteg, meg kell várniuk míg fia, János veszi át a trónt. Addig Kolumbusz Porto Santóra utazik Felipával, hogy kidolgozza részletesen elméletét. Közben megszületik gyermekük, Diego. Felipa ettől fogva gyengélkedik, de titkolja férje előtt. Kolumbusz elkészül munkájával és bemutatni készül János királynak, aki időközben átvette a trónt apjától. | |                     |                      |
| 12 | A támogató Kokuó no kecudan (国王の決断; Hepburn: Kokuō no ketsudan)                                                                      | 1993. március 6.    | 2011. július 10.     |
| Kolumbusz ismerteti tervét a király előtt, s bár János tetszését elnyeri és hajlana a támogatására, a királyi tanács egyöntetű ellenzése nyomán elutasítja. Ezután Don Bartolomeo támogatására sem számíthat, majd levelet kap Porto Santóból, hogy Felipa meghalt. Kolumbusz úgy dönt, hogy Spanyolországban telepedik le. | |                     |                      |
| 13 | A felfedező utazás első lépései Szukui no te (救いの手; Hepburn: Sukui no te)                                                             | 1993. március 6.    | 2011. július 16.     |
| Kolumbusz és Diego egy kolosban pihennek meg, ahol Kolumbusz Perez és Marchena atyával is megosztja elképzeléseit felfedezőútjáról, ami a szerzetesek érdeklődését is felkelti, és biztatják, hogy Spanyolországban biztosan támogatóra fog lelni. Marchena atya Palosban bemutatja Kolumbuszt Pedro Vasquez hajóskapitánynak, aki felajánlja szakértelmét. Az út finanszírozása azonban még továbbra sincs megoldva, javaslatukra Kolumbusz Medina-Sidonia hercegéhez, Enrique de Guzmánhoz indul támogatást szerezni. Diego a kolostorban marad. | |                     |                      |
| 14 | Audiencia a királyi párnál Ikucu ka no Chance (いくつかのチャンス; Ikucu ka no Csanszu; Hepburn: Ikutsu ka no Chansu)                     | 1993. március 13.   | 2011. július 17.     |
| Kolumbuszt majdnem letartóztatja az inkvizíció, csak Perez atya Enrique de Guzmánhoz írt ajánlólevele menti meg. A herceg fogadja Kolumbuszt, de a mórokkal dúló háború miatt csak annyiban tud segíteni, hogy Medinaceli hercegének, Luis de la Cerdának ír egy ajánlólevelet. Medinaceli hercege, aki komoly flottával is rendelkezik, nagy lehetőséget lát Kolumbusz felfedezőútjában – tekintve, hogy az Afrika felé irányuló kereskedelmi útvonalak a portugálok kezében vannak – ezért segít neki Izabella királynő elé járulni. | |                     |                      |
| 15 | A Jóreménység Fok Beatrice to Izabella dzsoó (ベアトリスとイザベラ女王; Beatoriszu to Izabera dzsoó; Hepburn: Beatorisu to Izabera joō)   | 1993. március 13.   | 2011. július 24.     |
| Kolumbusz végre a királyi pár elé járulhat, terveit azonban később készül ismertetni a mórok elleni hadjáratra való tekintettel. Új támogatókra lel Diego Aranában és testvérében Beatricében, aki rögtön gyengéd érzelmeket kezd el táplálni Kolumbusz iránt, nem viszonzatlanul. Néhány hónap elteltével Kolumbusz ismertetheti terveit a királyi pár előtt, Izabella királynő pedig ígéretet tesz, hogy azokat egy szakértő testülettel vizsgáltatja meg. | |                     |                      |
| 16 | A reconquista befejeződik Sicui (失意; Hepburn: Shitsui)                                                                                  | 1993. március 20.   | 2011. július 30.     |
| Kolumbuszt meghallgatja a szakértői testület, a megvitatása után azonban arra az álláspontja jutnak, hogy nem járhat sikerrel a terve és az elutasítását javasolják a királyi párnak. A királynő azonban megjegyzi Kolumbusznak, hogy az ország tartalékait felemésztő háború befejeztével személyesen fogja pártfogolni. A levelet is kap, hogy portugál riválisa, Pedro Dulmo expedíciója elbukott. | |                     |                      |
| 17 | A királynő nemet mond Kami no siren (神の試練; Hepburn: Kami no shiren)                                                                   | 1993. március 20.   | 2011. július 31.     |
| Kolumbusznak és Beatricének gyermeke születik, Ferdinánd. Kolumbusz találkozik öccsével, Bartolomeóval, akitől megtudja, hogy Bartolomeu Dias elérte Afrika déli csücskét. A királynő audiencián fogadja Kolumbuszt és ígéretet tesz neki, hogy Granada bevétele után minden segítséget megad az utazásához. | |                     |                      |
| 18 | A tervet jóváhagyják Diego no inori (ディエゴの祈り)                                                                                      | 1993. március 27.   | 2011. augusztus 6.   |
| Kolumbusz tervét Ferdinánd király elutasítja. Bartolomeo támogatókat próbál szerezni az angol és francia udvarnál. Visszamegy a kolostorba a fiához, ahol váratlan szövetségesre talál Pinsón kapitányban. Perez atya levelet küld a királynénak, a királynő pedig ígéretet tesz, hogy a háború befejeztével visszatérnek Kolumbusz tervére, aki máris útnak indul. | |                     |                      |
| 19 | Kolumbusz találkozása Pinsónnal Pinoszupueten no kiszeki (ピノスプエテンの奇跡; Hepburn: Pinosupueten no kiseki)                          | 1993. március 27.   | 2011. augusztus 7.   |
| A spanyolok elfoglalják Granadát, ezzel a reconquista befejeződik. A királyi pár fogadja Kolumbuszt, a követeléseit azonban túlzónak találják, ezért a tervét elutasítják. Kolumbusz Franciaországba indul tovább, de egy francia sikertől tartva a királynő mégis visszakéreti. | |                     |                      |
| 20 | A flotta útra kel Santa Fe no kjójaku (サンタフェの協約; Szantafe no kjójaku; Hepburn: Santafe no kyōyaku)                                | 1993. március 27.   | 2011. augusztus 13.  |
| A királyi pár végül áldását adja a felfedezőútra. Kolumbusz Palosból tervez elindulni, de az ottani tengerészek ellenállásába ütközik, akik megtagadják még a királyi rendelkezést is. | |                     |                      |
| 21 | Menekülés Sargassóból Pinson kjódai (ピンソン兄弟; Pinszon kjódai; Hepburn: Pinson kyōdai)                                                | 1993. március 29.   | 2011. augusztus 14.  |
| Kolumbusznak sikerül szerezni három hajót, a Santa Mariát, a Pintát és a Niñát, de kevés az embere. A Pinsón fivérek segítségével – akik csatlakoznak a felfedezőúthoz – azonban sikerül pótolni a legénység hiányzó részét. Kolumbusz a Santa Maria, az idősebb Pinsón fivér a Pinta, míg a fiatalabb a Niña kapitánya lesz. | |                     |                      |
| 22 | Új föld felfedezése Sukkó (出港; Hepburn: Shukkō)                                                                                         | 1993. március 29.   | 2011. augusztus 20.  |
| A rakomány felhordása után végre kifutnak a hajók. A Kanári-szigetek érintésével fordulnak az ismeretlen vizek felé. „Vészjósló” jelek mutatkoznak és a hajóknak egy hínártengeren kell áthaladniuk. A legénység lázadozni kezd, vissza szeretnének fordulni, de Pinsón rendet teremt. Kolumbusz érzi, hogy az Indiák már közel vannak. | |                     |                      |
| 23 | Pinsón fellázad Rikucsi hakken (陸地発見; Hepburn: Rikuchi hakken)                                                                        | 1993. március 29.   | 2011. augusztus 21.  |
| Bár már valamit megpillantanak a horizonton, továbbra sincs szárazföld a láthatáron. A matrózok elégedetlenkednek, vissza akarnak fordulni. Kolumbusz három napot és három éjszakát kér még tőlük, szavát adja, ha addig nem járnak sikerrel, követeléseiknek megfelelően visszafordulnak. A harmadik napon megpillantják a földet és végre partot érnek. Kolumbusz San Salvadornak nevezi el az új földet. Rövidesen bennszülöttekkel is találkoznak, akikkel felveszik a kapcsolatot. Kolumbusz körbejárja a szigeteket, de az idősebb Pinsónt leginkább az arany érdekli. | |                     |                      |
| 24 | Vihar késlelteti a hazatérést Ógon o motome te (黄金を求めて; Hepburn: Ōgon o motome te)                                                  | 1993. március 30.   | 2011. augusztus 27.  |
| Több mint 100 nap telet el, hogy Kolumbusz elhagyta Palos kikötőjét. Pinsón hajójával elhagyja a többieket és külön úton kezd el járni. Kolumbusz folytatja a kapcsolatépítést a bennszülöttekkel. Úgy hírlik, egy Vakanagari nevű törzsfőnöknél sok arany található, így elindulnak felkeresni. A Santa Maria azonban zátonyra fut. Vakanagari fogadja Kolumbuszt és segít kimenteni a hajó rakományát. Mivel két hajó legénysége nem fér el a Niñán, ezért a legénység fele Kolumbusz parancsára egy kolóniát épít ki. | |                     |                      |
| 25 | János király korlátokat szab Kikoku (帰国)                                                                                                | 1993. március 30.   | 2011. augusztus 28.  |
| Kolumbuszék útnak indulnak vissza Spanyolországba. Útközben beérik a Pintát, melyet Pinsón megrakott arannyal, Kolumbusz nemtetszését kiváltva, de Pinsón azzal védekezik, hogy kincsek felkutatását is parancsba kapták a királyi pártól. Viharba keverednek és a két hajó elszakad egymástól. Kolumbusz végül kiköt Lisszabonban, ahol Bartolomeu Dias-zal találkozik, majd János király elé járul, így a portugálok is informálódnak a felfedezőútról. Az a hír járja, hogy a Pinta spanyol földön kötött ki. | |                     |                      |
| 26 | Kolumbusz dicsőséges visszatérése Epiloge (エピローグ; Epirógu; Hepburn: Epirōgu)                                                         | 1993. március 30.   | 2011. szeptember 3.  |
| 225 nap után Kolumbusz visszatér Palosba, ahol ünnepélyesen fogadják. Nem sokkal később a viharban lerongyolódott Pinta is befut, a sikert beárnyékolja, hogy Pinsón kapitány súlyosan beteg, s rövidesen meghal. Kolumbusz a királyi pár elé járul és beszámol útjáról. Újabb utak következnek, de ezek már sok sikertelenséggel és keserűséggel járnak Kolumbusz számára. | |                     |                      |

## Zene
A japán változat nyitótémája a Sailing My Way (セイリング マイ ウエイ; Szeiringu Mai Uei; Hepburn: Seiringu Mai Uei), zárótémája pedig a Kimi jo cujoku nare (君よ 強くなれ; Hepburn: Kimi yo tsuyoku nare). Mindkét dalt Nagai Rjún énekelte és írta szövegüket, és mindkét dalt Haszegava Tomoki rendezte.
A Fininvest olasz változatában a főcímdalt Cristina D’Avena énekelte, zenéjét Carmelo Carucci szerezte, szövegét Alessandra Valeri Manera írta. A De Agostini változatában hallható Alla scoperta dell’America című dalt a Milánói fiúkórus adta elő. Az internetes publikációkban instrumentális főcímdal hallható.